# Cantó de Saint-Cloud
El cantó de Saint-Cloud és un cantó francès del departament dels Alts del Sena, dividit entre el districte de Boulogne-Billancourt i el de Nanterre. Compta amb cinc municipis.

## Municipis
- Saint-Cloud
- Garches
- Marnes-la-Coquette
- Vaucresson
- Ville-d'Avray

## Història
| Data d'elecció                           | Identitat            | Partit          | Qualitat |
| ---------------------------------------- | -------------------- | --------------- | -------- |
| 1964-1973                                | Francis Chaveton     | CD              |          |
| 1973-1989                                | Jean-Pierre Fourcade | RI, després UDF |          |
| 1989-2011                                | Odile Fourcade       | UDF, després NC |          |
| 2011-                                    | Éric Berdoati        | UMP             |          |
| les dades anteriors no són pas conegudes |                      |                 |          |
|                                          |                      |                 |          |

## Demografia
| A partir de 1990: Població sense dobles comptes |